# Championnats du monde d'escrime 2016
Navigation
Édition précédente Édition suivante
Les Championnats du monde d'escrime 2016, 64e édition des championnats du monde d'escrime, se déroulent du 25 au 27 avril 2016 à Rio de Janeiro, au Brésil.
Deux épreuves par équipes seulement s'y tiennent, le fleuret dames et le sabre hommes, les deux épreuves non retenues aux Jeux olympiques de Rio, la même année. Seules treize équipes prennent part à la compétition de fleuret féminin et vingt au sabre masculin.
Ce sont les derniers championnats du monde de la fleurettiste italienne Valentina Vezzali, triple championne olympique en individuel, qui prend sa retraite à l'issue de la saison, à l'âge de quarante-deux ans.

## Calendrier
| mois                  | mois                  | jour1  | jour2  | Total |
| --------------------- | --------------------- | ------ | ------ | ----- |
| Cérémonies            | Cérémonies            | ●      | ●      |       |
| Sabre par équipes     | Sabre par équipes     | Hommes |        | 1     |
| Fleuret par équipes   | Fleuret par équipes   |        | Femmes | 1     |
| Total titres décernés | Total titres décernés | 1      | 1      | 2     |

| Légende |                       |
|         | Cérémonie d'ouverture |
|         | Cérémonie de clôture  |
|         | Jour de finale        |

## Médaillés
| Épreuves                               | Or                                                                                     | Argent                                                                           | Bronze                                                                         |
| -------------------------------------- | -------------------------------------------------------------------------------------- | -------------------------------------------------------------------------------- | ------------------------------------------------------------------------------ |
| Sabre                                  |                                                                                        |                                                                                  |                                                                                |
| Hommes par équipes résultats détaillés | Russie- Dmitriy Danilenko - Kamil Ibragimov - Nikolay Kovalev - Aleksey Yakimenko      | Hongrie- Tamás Decsi - Nikolász Iliász - András Szatmári - Áron Szilágyi         | Roumanie- Alin Badea - Tiberiu Dolniceanu - Ciprian Gălățanu - Iulian Teodosiu |
| Fleuret                                |                                                                                        |                                                                                  |                                                                                |
| Femmes par équipes résultats détaillés | Russie- Inna Deriglazova - Larisa Korobeynikova - Aida Shanayeva - Adelina Zagidullina | Italie- Martina Batini - Elisa Di Francisca - Arianna Errigo - Valentina Vezzali | France- Gaëlle Gebet - Astrid Guyart - Pauline Ranvier - Ysaora Thibus         |

## Sabre hommes par équipes
|  | Quarts de finale | Quarts de finale | Quarts de finale | Quarts de finale |          |          | Demi-finales | Demi-finales | Demi-finales                  | Demi-finales                  |                               |                               | Finale | Finale | Finale | Finale |
|  |                  |                  |                  |                  |          |          |              |              |                               |                               |                               |                               |        |        |        |        |
|  |                  |                  |                  |                  |          |          |              |              |                               |                               |                               |                               |        |        |        |        |
|  |                  |                  |                  |                  |          |          |              |              |                               |                               |                               |                               |        |        |        |        |
|  | 1                | États-Unis       | 40               | 40               |          |          |              |              |                               |                               |                               |                               |        |        |        |        |
|  | 1                | États-Unis       | 40               | 40               |          |          |              |              |                               |                               |                               |                               |        |        |        |        |
|  | 9                | Iran             | 45               | 45               |          |          |              |              |                               |                               |                               |                               |        |        |        |        |
|  | 9                | Iran             | 45               | 45               | Iran     | Iran     | 32           | 32           |                               |                               |                               |                               |        |        |        |        |
|  |                  |                  |                  |                  | Iran     | Iran     | 32           | 32           |                               |                               |                               |                               |        |        |        |        |
|  |                  |                  | Hongrie          | Hongrie          | 45       | 45       |              |              |                               |                               |                               |                               |        |        |        |        |
|  | 5                | Hongrie          | Hongrie          | Hongrie          | 45       | 45       | 45           | 45           |                               |                               |                               |                               |        |        |        |        |
|  | 5                | Hongrie          |                  |                  |          |          |              | 45           |                               |                               |                               |                               |        |        |        |        |
|  | 4                | Allemagne        | 43               | 43               |          |          |              |              |                               |                               |                               |                               |        |        |        |        |
|  | 4                | Allemagne        | 43               | 43               | Hongrie  | Hongrie  | 38           | 38           |                               |                               |                               |                               |        |        |        |        |
|  |                  |                  |                  |                  | Hongrie  | Hongrie  | 38           | 38           |                               |                               |                               |                               |        |        |        |        |
|  |                  |                  | Russie           | Russie           | 45       | 45       |              |              |                               |                               |                               |                               |        |        |        |        |
|  | 3                | Russie           | Russie           | Russie           | 45       | 45       | 45           | 45           |                               |                               |                               |                               |        |        |        |        |
|  | 3                | Russie           |                  |                  |          |          |              |              |                               |                               |                               |                               |        |        |        |        |
|  | 6                | Corée du Sud     | 41               | 41               |          |          |              |              |                               |                               |                               |                               |        |        |        |        |
|  | 6                | Corée du Sud     | 41               | 41               | Russie   | Russie   | 45           | 45           | Match pour la troisième place | Match pour la troisième place | Match pour la troisième place | Match pour la troisième place |        |        |        |        |
|  |                  |                  |                  |                  | Russie   | Russie   | 45           | 45           | Match pour la troisième place | Match pour la troisième place | Match pour la troisième place | Match pour la troisième place |        |        |        |        |
|  |                  |                  | Roumanie         | Roumanie         | 24       | 24       |              |              |                               |                               |                               |                               |        |        |        |        |
|  | 7                | Roumanie         | Roumanie         | Roumanie         | 24       | 24       | 45           | 45           |                               |                               |                               |                               |        |        |        |        |
|  | 7                | Roumanie         |                  |                  |          |          |              | 45           |                               |                               | Iran                          | Iran                          | 35     | 35     |        |        |
|  | 2                | Italie           | 43               | 43               |          |          |              |              |                               |                               | Iran                          | Iran                          | 35     | 35     |        |        |
|  | 2                | Italie           | 43               | 43               | Roumanie | Roumanie | 45           | 45           |                               |                               |                               |                               |        |        |        |        |
|  |                  |                  |                  |                  |          |          |              |              |                               |                               |                               |                               |        |        |        |        |

## Fleuret femmes par équipes
|  | Quarts de finale | Quarts de finale | Quarts de finale | Quarts de finale |              |              | Demi-finales | Demi-finales | Demi-finales                  | Demi-finales                  |                               |                               | Finale | Finale | Finale | Finale |
|  |                  |                  |                  |                  |              |              |              |              |                               |                               |                               |                               |        |        |        |        |
|  |                  |                  |                  |                  |              |              |              |              |                               |                               |                               |                               |        |        |        |        |
|  |                  |                  |                  |                  |              |              |              |              |                               |                               |                               |                               |        |        |        |        |
|  | 1                | Italie           | 45               | 45               |              |              |              |              |                               |                               |                               |                               |        |        |        |        |
|  | 1                | Italie           | 45               | 45               |              |              |              |              |                               |                               |                               |                               |        |        |        |        |
|  | 9                | Chine            | 18               | 18               |              |              |              |              |                               |                               |                               |                               |        |        |        |        |
|  | 9                | Chine            | 18               | 18               | Italie       | Italie       | 45           | 45           |                               |                               |                               |                               |        |        |        |        |
|  |                  |                  |                  |                  | Italie       | Italie       | 45           | 45           |                               |                               |                               |                               |        |        |        |        |
|  |                  |                  | France           | France           | 36           | 36           |              |              |                               |                               |                               |                               |        |        |        |        |
|  | 5                | France           | France           | France           | 36           | 36           | 45           | 45           |                               |                               |                               |                               |        |        |        |        |
|  | 5                | France           |                  |                  |              |              |              | 45           |                               |                               |                               |                               |        |        |        |        |
|  | 4                | États-Unis       | 44               | 44               |              |              |              |              |                               |                               |                               |                               |        |        |        |        |
|  | 4                | États-Unis       | 44               | 44               | Italie       | Italie       | 39           | 39           |                               |                               |                               |                               |        |        |        |        |
|  |                  |                  |                  |                  | Italie       | Italie       | 39           | 39           |                               |                               |                               |                               |        |        |        |        |
|  |                  |                  | Russie           | Russie           | 45           | 45           |              |              |                               |                               |                               |                               |        |        |        |        |
|  | 3                | Corée du Sud     | Russie           | Russie           | 45           | 45           | 35           | 35           |                               |                               |                               |                               |        |        |        |        |
|  | 3                | Corée du Sud     |                  |                  |              |              |              |              |                               |                               |                               |                               |        |        |        |        |
|  | 6                | Allemagne        | 31               | 31               |              |              |              |              |                               |                               |                               |                               |        |        |        |        |
|  | 6                | Allemagne        | 31               | 31               | Corée du Sud | Corée du Sud | 38           | 38           | Match pour la troisième place | Match pour la troisième place | Match pour la troisième place | Match pour la troisième place |        |        |        |        |
|  |                  |                  |                  |                  | Corée du Sud | Corée du Sud | 38           | 38           | Match pour la troisième place | Match pour la troisième place | Match pour la troisième place | Match pour la troisième place |        |        |        |        |
|  |                  |                  | Russie           | Russie           | 43           | 43           |              |              |                               |                               |                               |                               |        |        |        |        |
|  | 7                | Hongrie          | Russie           | Russie           | 43           | 43           | 31           | 31           |                               |                               |                               |                               |        |        |        |        |
|  | 7                | Hongrie          |                  |                  |              |              |              | 31           |                               |                               | France                        | France                        | 45     | 45     |        |        |
|  | 2                | Russie           | 45               | 45               |              |              |              |              |                               |                               | France                        | France                        | 45     | 45     |        |        |
|  | 2                | Russie           | 45               | 45               | Corée du Sud | Corée du Sud | 18           | 18           |                               |                               |                               |                               |        |        |        |        |
|  |                  |                  |                  |                  |              |              |              |              |                               |                               |                               |                               |        |        |        |        |